# Rotwand
Rotwand är en bergstopp i Italien. Den ligger i Sydtyrolen. Toppen på Rotwand är 3 252 meter över havet. Den ingår i bergskedjan Texelgruppe.
Kring Rotwand förekommer främst kala bergstoppar.